# Diocesi di Cataquas
La diocesi di Cataquas (in latino Dioecesis Cataquensis) è una sede soppressa e sede titolare della Chiesa cattolica.

## Storia
Cataquas, nei pressi di Annaba nell'odierna Algeria, è un'antica sede episcopale della provincia romana di Numidia.
Sono quattro i vescovi conosciuti di Cataquas. Paolo fu contemporaneo di sant'Agostino di Ippona, che lo menziona in alcune sue lettere, nelle quali il santo dottore lo rimprovera per la sua vita indegna e per aver frodato il fisco.
Successore di Paolo fu Bonifacio, che era già vescovo di Cataquas sul finire del mese di agosto del 408; lo stesso Bonifacio prese parte alla conferenza di Cartagine del 411, che vide riuniti assieme i vescovi cattolici e donatisti dell'Africa romana; in quest'occasione la diocesi aveva anche un vescovo donatista di nome Sperato. Bonifacio potrebbe essere documentato anche in altre occasioni, fino al 415, ma mai con l'indicazione della sede di appartenenza, cosa che rende incerta l'identificazione con il vescovo di Cataquas.
Ultimo vescovo noto è Pascenzio, il cui nome figura al 68º posto nella lista dei vescovi della Numidia convocati a Cartagine dal re vandalo Unerico nel 484; Pascenzio era già deceduto in occasione della redazione di questa lista.
Dal 1933 Cataquas è annoverata tra le sedi vescovili titolari della Chiesa cattolica; dal 4 dicembre 2017 il vescovo titolare è Mario Alberto Avilés, C.O., vescovo ausiliare di Brownsville.

## Cronotassi

### Vescovi
- Paolo † (prima di settembre 408)
- Bonifacio † (prima di settembre 408 - dopo il 411)
  - Sperato † (menzionato nel 411) (vescovo donatista)
- Pascenzio † (prima del 484)

### Vescovi titolari
- Alphonse-Marie-Victor Fresnel, C.M. † (4 febbraio 1953 - 14 settembre 1955 nominato vescovo di Fort-Dauphin)
- André Perraudin, M.Afr. † (19 dicembre 1955 - 10 novembre 1959 nominato arcivescovo di Kabgayi)
- Dominique Marie Đinh Đức Trụ † (5 marzo 1960 - 24 novembre 1960 nominato vescovo di Thái Bình)
- Alexander Mbuka-Nzundu † (24 giugno 1961 - 29 novembre 1967 nominato vescovo di Kikwit)
- Jan Chrapek, C.S.M.A. † (25 marzo 1992 - 28 giugno 1999 nominato vescovo di Radom)
- Daniel Nlandu Mayi † (29 ottobre 1999 - 11 novembre 2008 nominato vescovo coadiutore di Matadi)
- Nicolas Jean-Marie Souchu (28 novembre 2008 - 15 novembre 2017 nominato vescovo di Aire e Dax)
- Mario Alberto Avilés, C.O., dal 4 dicembre 2017